# 家庭教育

家庭教育是指具有增進家人關係與家庭功能之各種教育活動，包括：親職教育、子職教育、兩性教育、婚姻教育、倫理教育、家庭資源與管理教育、其他家庭教育事項。

## 家庭教育內涵
1. 親職教育：指增進父母職能之教育活動。
2. 子職教育：指增進子女本分之教育活動。
3. 性別教育：指增進性別知能之教育活動。
4. 婚姻教育：指增進夫妻關係之教育活動。
5. 失親教育：指增進因故未能接受父母一方或雙方教養之未成年子女家庭生活知能之教育活動。
6. 倫理教育：指增進家族成員相互尊重及關懷之教育活動。
7. 多元文化教育：指增進家族成員對多元文化理解及尊重之教育活動。
8. 家庭資源與管理教育：指增進家庭各類資源運用及管理之教育活動。
9. 其他家庭教育事項。

「家庭教育法」中華民國一百零一年十一月二日教育部臺參字第 1010203362C  號令修正發布第 2 條條文。

## 影響
家庭是每個人最早接觸的團體，因此家庭教育是非常重要，父母給予孩子正確的教導，孩子自然能夠成為有品德的人，若父母不理會孩子的教育發展，孩子可能會因而學壞。家庭教育隨時都存在，家人對每個人的影響深大。言行舉止，帶給人的感覺都和家庭有深大的關係，因此不只是從小開始的教育，更要在平常給孩子灌輸正確的觀念。

## 家庭教育中心

### 各縣市家庭教育中心
- 教育部家庭教育網（页面存档备份，存于）

### 家庭教育研究與發展中心
- 國立空中大學生活科學系健康家庭研究中心(http://hf.nou.edu.tw/（页面存档备份，存于）)
- 國立台灣師範大學家庭教育中心
- 國立暨南國際大學家庭教育研究中心（页面存档备份，存于）
- 國立嘉義大學家庭教育中心。

### 台北市家庭教育中心
- 台北市家庭教育中心（页面存档备份，存于）

### 苗栗縣家庭教育中心
- 苗栗縣家庭教育中心（页面存档备份，存于）

### 台中市家庭教育中心
- 台中市家庭教育中心（页面存档备份，存于）

### 高雄市家庭教育中心
- 高雄市政府教育局家庭教育中心

## 香港情況
其實大部分爭議都可以利用調解方式解決；離異雙方能達成共識更是解決子女管養權及探視權、贍養費和財產分配爭議的最佳方法。透過家事調解服務，可讓雙方和諧理智地商討分居/離婚後的種種安排。香港法律改革委員會已於2005年3月7日發表《子女管養權及探視權報告書》，建議把一個新的「父母責任模式」引入香港的家事法；提倡父母雙方在離婚後仍繼續積極參與子女的教養。假若法例通過後，親職教育將會十分重要。
社會福利署及非政府機構為離異家庭提供的服務
- 社會福利署保護家庭及兒童服務課
- 綜合家庭服務中心 (社會福利署及非政府機構)
- 香港家庭福利會
  - 夾縫中的曙光——「以兒童為本」共享親職先導計劃
  - 子女探視服務先導計劃
- 香港公教婚姻輔導會
  - 賽馬會離異父母支援服務
- 救世軍九龍城家庭支援中心